# Astragalus robbinsii
Espèce
Classification APG III (2009)
Astragalus robbinsii, l'Astragale de Robbins, est une espèce de plantes à fleurs de la famille des Fabaceae. Il s'agit d'une espèce menacée au Québec.

## Description

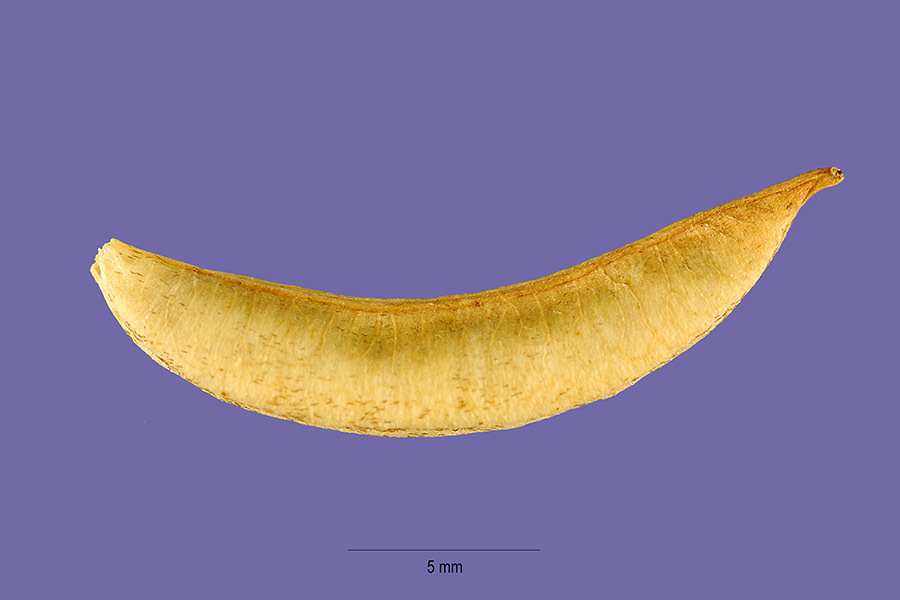
Gousse dAstragalus robbinsii.